# Lovisa Augusta Schützercrantz
Lovisa Augusta Schützercrantz född 1 juli 1798 i Stockholm, död 24 mars 1866 i Stockholm, var en svensk stiftsjungfru och målare.
Hon var dotter till konteramiralen Johan Herman Schützercrantz och Lovisa Margareta Lilliestråle och från 1836 gift med bruksägaren Gustaf Grill samt syster till Adolf Ulrik Schützercrantz. Mycket lite är känt om Schützercrantz konstnärskap men Fredrik Boye skrev i sitt Målarelexikon 1833 att hon var försedd med ganska goda anlag är hon lycklig i konstens utöfning. Hennes specialitet var målning av olika fåglar.